# Wieża Mamo
Wieża Mamo (malt. Torri Mamo, ang. Mamo Tower), znana też jako Wieża San Tommaso (malt. Torri Ta' Mamu, ang. San Tommaso Tower) - ufortyfikowana rezydencja z wieżą w Marsaskala na Malcie. Zbudowana została w roku 1657 przez rodzinę Mamo, na terenie wznoszącym się ponad St. Thomas Bay, na wschodnim wybrzeżu Malty.

## Historia
Wieża Mamo została zbudowana w roku 1657, jako ufortyfikowana rezydencja, przez rodzinę Mamo, która była właścicielem terenu w okolicy. Budowę rozpoczął Gregorio Mamo, zaś ukończył ją jego syn Giorgio. Obydwaj byli profesjonalnymi budowniczymi, którzy byli również odpowiedzialni za budowę kilku konstrukcji fortyfikacyjnych Zakonu Joannitów na Malcie.
Budowla posiada kształt krzyża św. Andrzeja z szesnastoma bokami. Sala w środku wieży jest zabezpieczona przed pociskami, wyższe piętro pozostawiono nieskończone. Cała wieża jest otoczona głębokim na 2 metry suchym rowem, podczas kopania którego odkryto fenicki lub rzymski grób. Wieża nie posiada otworów strzelniczych, ani innych elementów obronnych, lecz była wystarczająco mocna, aby ochronić rodzinę Mamo oraz do 80 rolników z pobliskich pól, przed krótkimi wypadami piratów berberyjskich, którzy wylądowali w pobliskiej St. Thomas Bay.

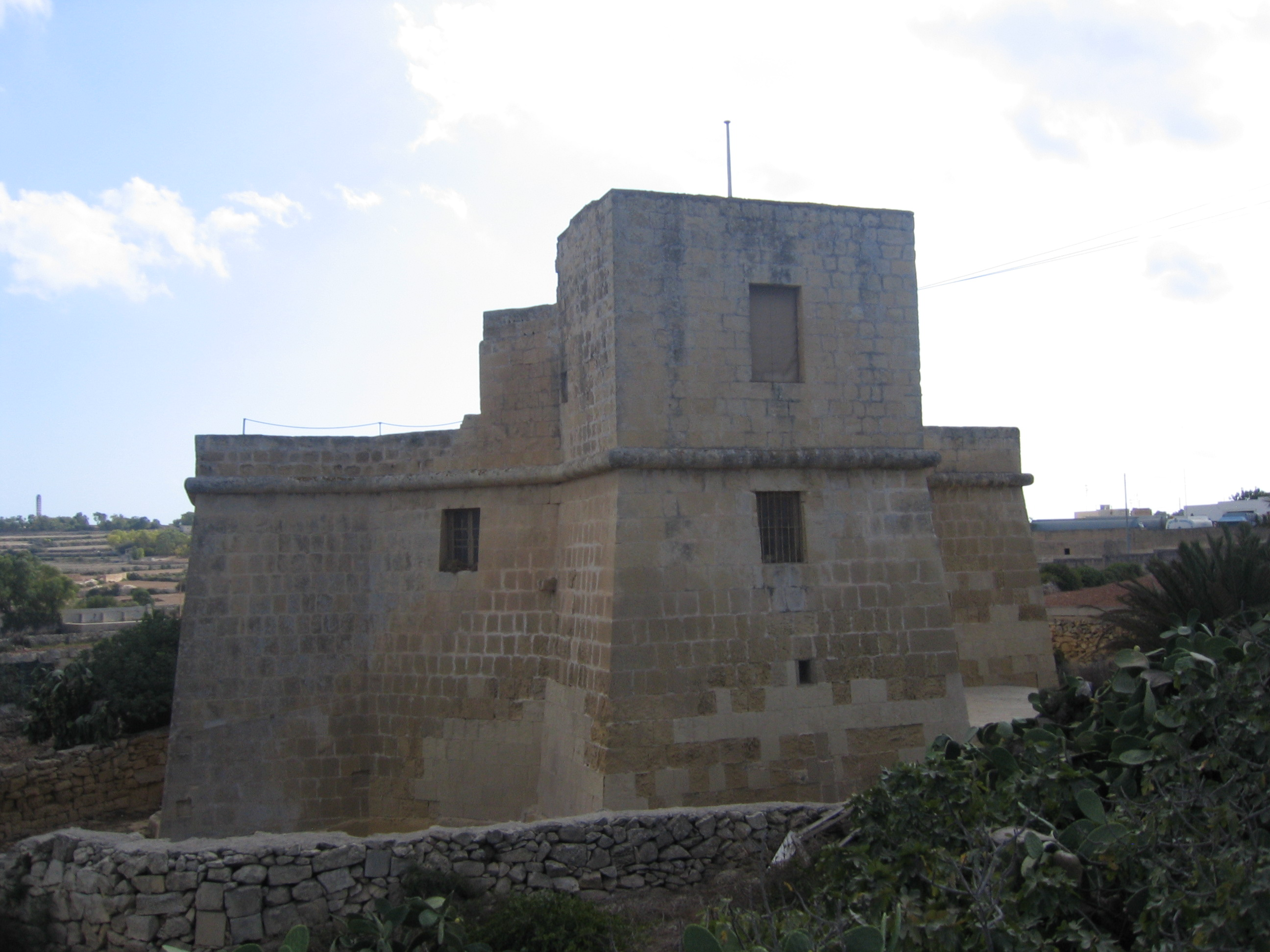
Torri Mamo

Wieża Mamo była włączona w nadbrzeżny system obronny Zakonu (razem z wieżami Wignacourta, Lascarisa oraz de Redina), i współczesne obrazy przedstawiają ją z flagą Zakonu powiewającą na szczycie.

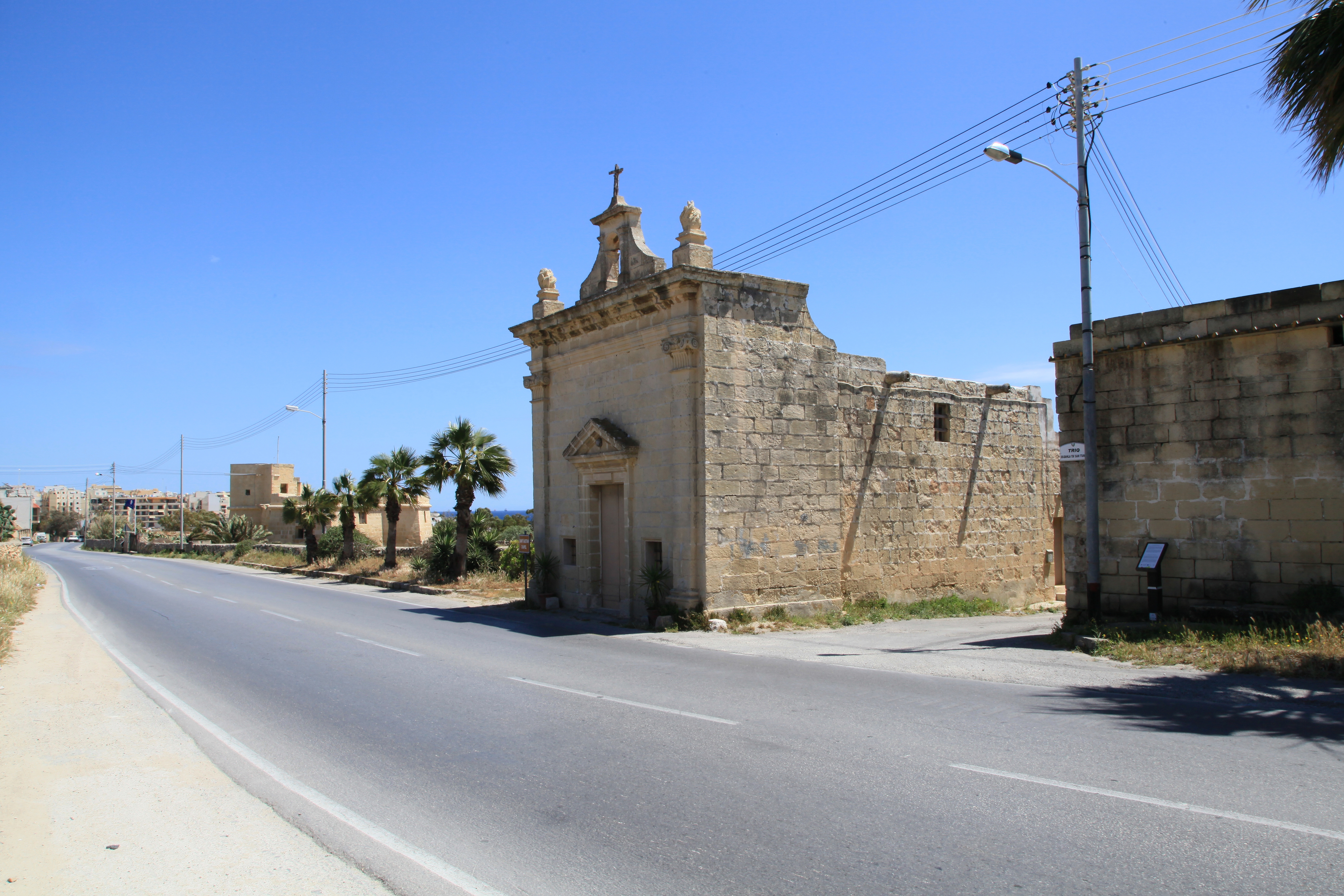
Kaplica św. Kajetana (również zbudowana przez rodzinę Mamo) z wieżą Mamo w tle.

W odległości około 50 metrów od wieży, rodzina Mamo zbudowała również niewielką kaplicę, poświęconą św. Kajetanowi. Kaplica zbudowana została w tym samym roku, co wieża.
Przez lata wieża posiadała różnych właścicieli. W końcu została odziedziczona przez lorda Stricklanda, który ją później odsprzedał. Wieża znajduje się na Liście Zabytków 1925.
Na początku II wojny światowej armia brytyjska zarekwirowała wieżę, i w 1940 roku przeznaczyła ją na siedzibę swojego lokalnego sztabu. W celu wzmocnienia ochrony, na dachu wieży zbudowano wtedy schron bojowy (pillbox) oraz zainstalowano karabin maszynowy na stałej podstawie.
W końcu wieża została oddana w najem rodzinie z Żejtun, i była używana jako dom prywatny do roku 1987, kiedy zły stan budynku nie pozwalał na dalsze mieszkanie w nim.

## Współcześnie
Wieża została nabyta przez Din l-Art Ħelwa, maltański narodowy zarząd powierniczy, który w latach 1994-1995 poddał ją renowacji. Podczas odnawiania, schron z okresu II wojny światowej został z dachu usunięty.
Od roku 2003 wieża jest dostępna dla ogółu. Jest teraz otwarta w czwartki, piątki, soboty i niedziele. Od czasu do czasu odtwarzane są w niej różne wydarzenia historyczne.